# شاوبو كين
شاوبو كين (بالصينية: 秦少波) ممثل صيني من مواليد 1982.

## مواقع خارجية
- شاوبو كين على موقع IMDb (الإنجليزية)
- شاوبو كين على موقع قاعدة بيانات الفيلم (الإنجليزية)